# Franusie
Franusie – część wsi Rudka w Polsce położona w województwie podkarpackim, w powiecie przeworskim, w gminie Sieniawa, w sołectwie Rudka.
W latach 1975–1998 miejscowość położona była w województwie przemyskim.
Franusie obejmują 14 domów.